# 久保埜一輝
久保埜 一輝（くぼの かずき）北海道千歳市出身。現東京都在住。
アイアンマントライアスロンを中心に選手活動をしながら、コーチ業を行う。
現在は、独立し東京を拠点に全国各地でスポーツイベントの事業を展開。

父は、チームケンズに所属し日本トライアスロン選手権にも出場した久保埜雅裕。
弟は、2010年シンガポール ユースオリンピック日本代表の久保埜勇貴。
妹は、2014年南京 ユースオリンピック日本代表の久保埜南。

## 戦績
アイアンマンアジア太平洋 チャンピオン
アイアンマンケアンズ
佐渡国際トライアスロンA&B チャンピオン
日本ジュニア選手権 チャンピオン
アジア選手権 U19 トンヨン大会8位